# 九州ヒューマンメディア創造センター
公益財団法人九州ヒューマンメディア創造センター（きゅうしゅうヒューマンメディアそうぞうセンター）は、地域における産業の振興・高度化、新産業の創出を支援する事業などを実施している公益法人。元経済産業省所管。
平成30年4月1日付で公益財団法人北九州産業学術推進機構と合併となった。

## 概要
地域情報化やICT研究開発の推進、メディアコンテンツ産業の振興、人材育成などを主要事業とし、地域における産業の振興・高度化、新産業の創出を支援することを目的とする。
- 所在：福岡県北九州市八幡東区東田1-5-7
- 理事長：髙橋孝司
- 地域ICTプロジェクト推進課（メディア道場、ITオープンラボ）：福岡県北九州市小倉北区浅野3-8-1AIMビル7F